# لارس أندرياس لارسن
لارس أندرياس لارسن (بالنرويجية: Lars Andreas Larssen)‏ (و. 1935 – 2014 م) هو ممثل من النرويج.
توفي في أوسلو عن عمر يناهز 79 عاماً.

## وصلات خارجية
- لارس أندرياس لارسن على موقع IMDb (الإنجليزية)
- لارس أندرياس لارسن على موقع ميوزك برينز (الإنجليزية)
- لارس أندرياس لارسن على موقع أول موفي (الإنجليزية)
- لارس أندرياس لارسن على موقع قاعدة بيانات الأفلام السويدية (السويدية)
- لارس أندرياس لارسن على موقع ديسكوغز (الإنجليزية)
- لارس أندرياس لارسن على موقع قاعدة بيانات الفيلم (الإنجليزية)
- لارس أندرياس لارسن على موقع كينوبويسك (الروسية)